# بخش دونگرپور
بخش دونگرپور (به انگلیسی: Dungarpur district) یک منطقهٔ مسکونی در هند است که در Udaipur division واقع شده‌است. بخش دونگرپور ۱٬۳۸۸٬۵۵۲ نفر جمعیت دارد.